# Basílica de la Encina

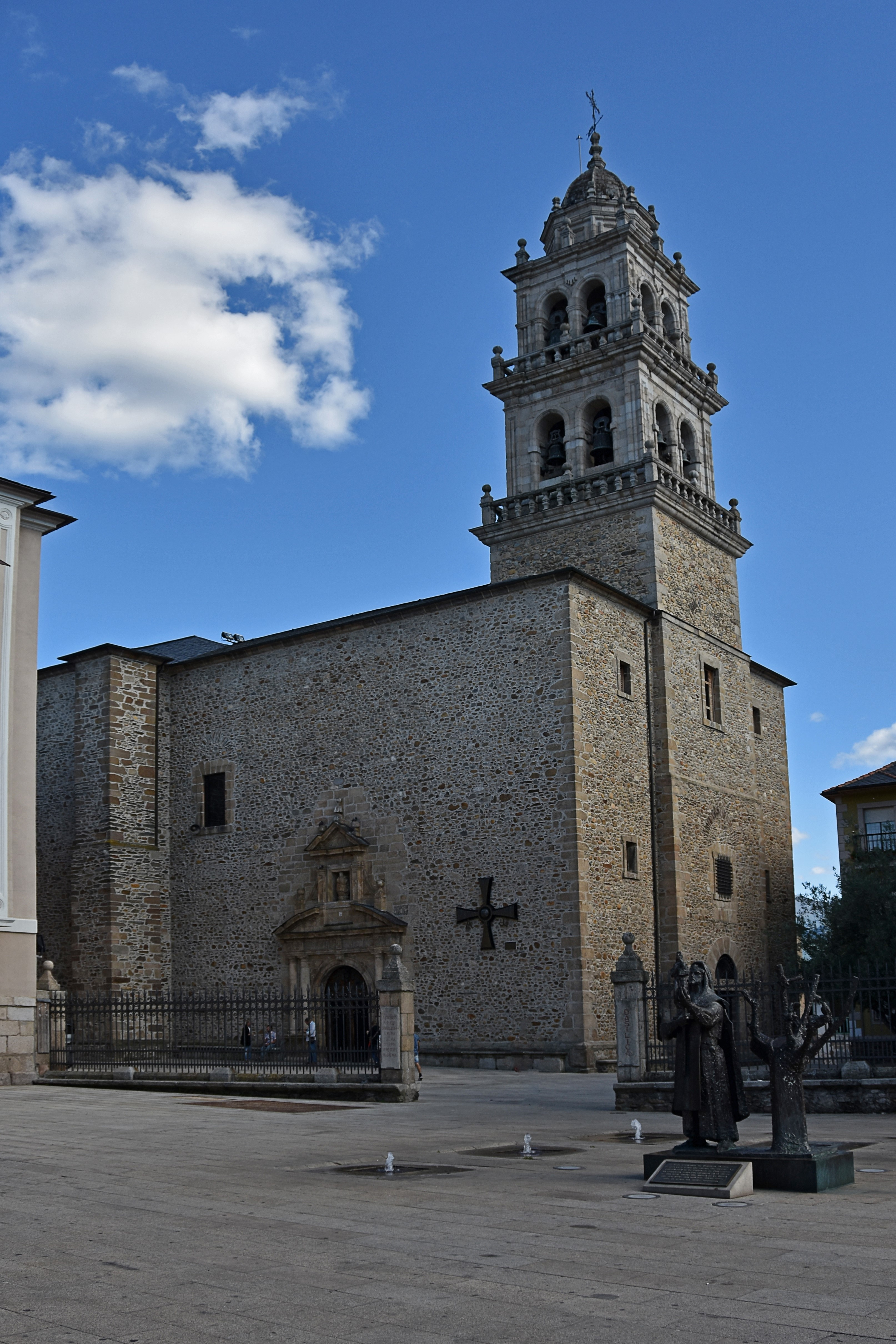
Basílica de la Encina

Die Basílica Nuestra Señora de la Encina (deutsch Basilika Unsere Liebe Frau der Eiche) ist eine römisch-katholische Kirche in Ponferrada, in der spanischen Autonomen Gemeinschaft Kastilien und León. Die Kirche des Bistums Astorga ist der Gottesmutter Maria gewidmet und trägt den Titel einer Basilica minor. Die Renaissancekirche wurde im 16. und 17. Jahrhundert errichtet.

## Name
Der Name Nuestra Señora la Virgen de la Encina geht zurück auf die Legende zum Marienbildnis. Die Schnitzerei soll von Toribio, Bischof von Astorga, aus dem Heiligen Land mitgebracht und dann später vor den Mauren versteckt worden sein. Jahrhunderte danach fanden Tempelritter diese in einer Steineiche. Das im Camarín des Altars verwahrte Bildnis ist heute Schutzpatronin der Region El Bierzo.

## Geschichte
Die Siedlung Ponferrada entstand im 11. Jahrhundert an einer Eisenbrücke als Teil des Jakobswegs. Die Anfang des 12. Jahrhunderts gebaute Kirche Santa María hatte im 13. Jahrhundert fünf Altäre und einen Turm mit vier Glocken. Im 16. Jahrhundert wurde zunächst eine Stiftskirche beantragt, die aber vom Papst nicht genehmigt wurde. 1567 wurde dann der Neubau beschlossen, der 1573 nach Plänen von Juan Alvear mit dem Bau der Hauptkapelle bis zum Querhaus begann. Nach einer Unterbrechung von 1593 bis 1612 konnte nach durch Pedro Alvarez de la Torre geänderten Plänen die Vierung bis 1648 abgeschlossen und das Fundament für den Turm gelegt werden. Bis 1670 wurde die Kirche mit Turm und Langhaus fertiggestellt. Der Turm erhielt nach einem Blitzschlag einen barocken Aufsatz.
Erneute Bestrebungen zur Erhebung zu einer Stiftskirche scheiterten Anfang des 18. Jahrhunderts. Im gleichen Jahrhundert wurde der Camarín der Jungfrau gebaut. 1958 verlieh Papst Johannes XXIII. der Kirche den Rang einer Basilica minor.

## Beschreibung

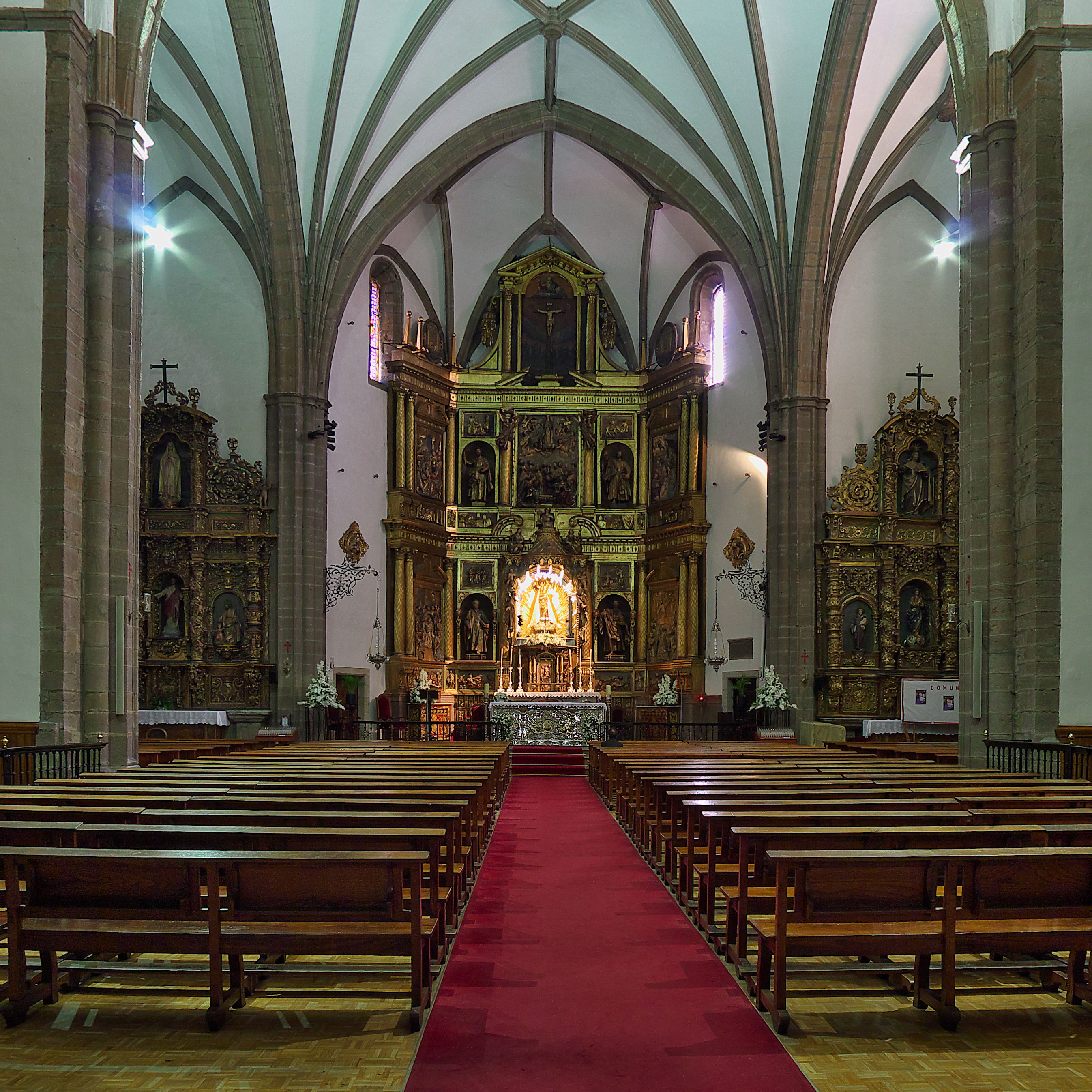
Innenraum

Den Grundriss der Saalkirche im Stil von Trasmiera bildet ein lateinisches Kreuz, dessen Fuß der Glockenturm über dem Eingang bildet, der nur an Festtagen geöffnet ist. Den Chor schließt eine dreiseitige Apsis mit dem Hauptaltar aus polychromem Holz, er stammt aus der Schule von Gregorio Fernandez aus den Jahren 1630 bis 1640. Dahinter befindet sich im Camarín die Jungfrau von La Encina. Das Querschiff ist mit kurzen und breiten Armen ausgeführt. Weiter zum Eingang liegen deckenhohe Seitenkapellen zwischen Strebepfeilern. Neben dem Eingangsbereich befindet sich das Taufbecken und rechts die Treppe zur Empore. Die Hauptkapelle und das Querschiff sind mit Kreuzrippengewölben bedeckt, die beiden Joche des Kirchenschiffs mit Tonnengewölben. Das Bauwerk besitzt nur wenige Fenster, diese sind mit Buntglas ausgeführt. Der seitliche Haupteingang auf der Nordseite ist mit einem klassizistischen Giebel aus der zweiten Hälfte des 17. Jahrhunderts gestaltet.